# Palamenta

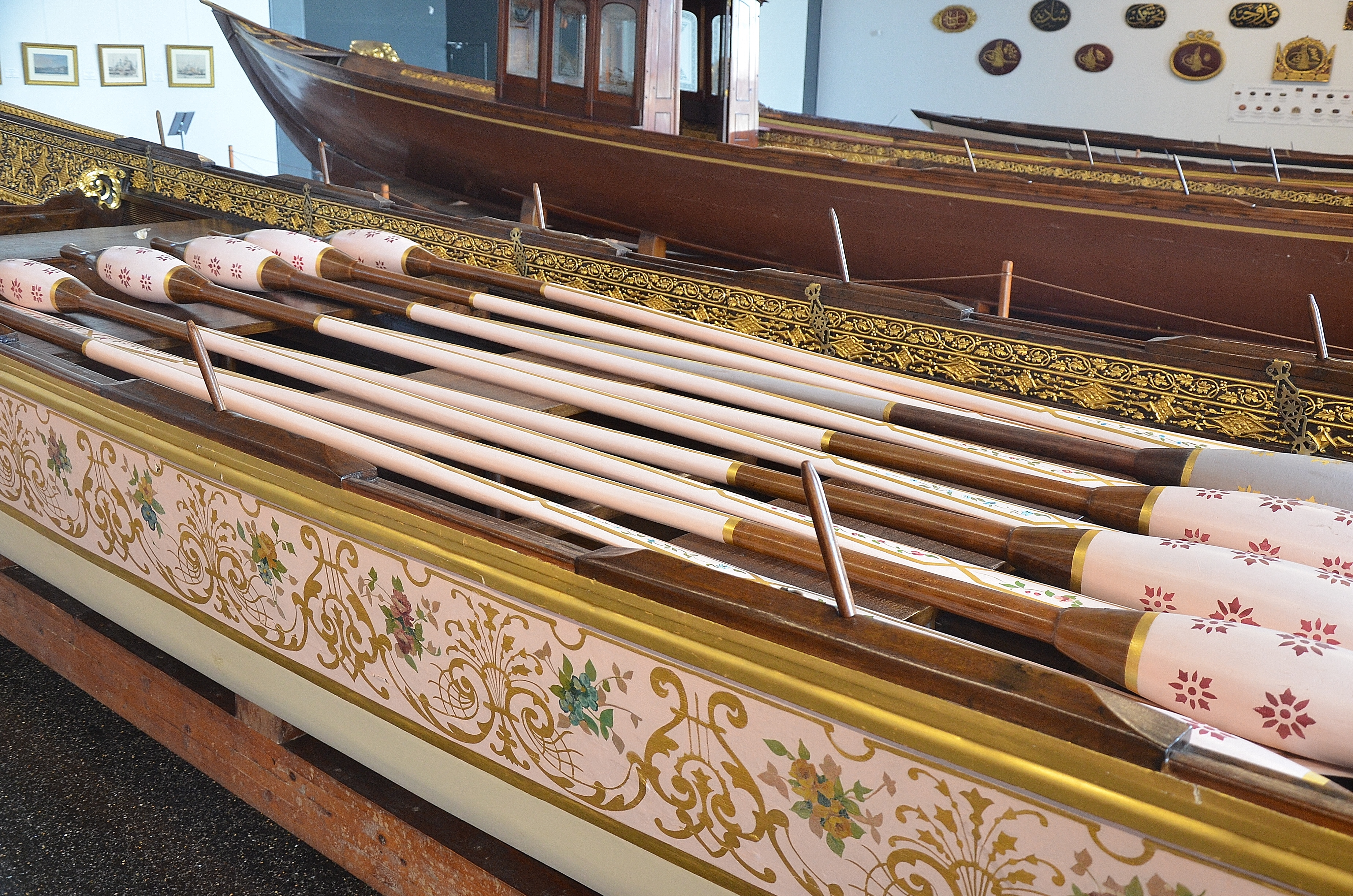
Palamenta de un caique imperial turco

Se llama palamenta al conjunto de remos de una embarcación que usa de ellos. De ahí que la frase común armar la palamenta se considere sinónima de la de armar los remos.

## Expresiones relacionadas
- Navegar con la palamenta: llevar los remos armados y casi horizontales y perpendiculares al costado, cuando se navega sujetándolos al efecto dentro del buque por los guiones. Otros lo entienden por navegar al remo.
- Estar debajo de la palamenta: se decía antiguamente en las galeras del buque chico que cualquiera de estas cogía debajo de la palamenta, según era costumbre, para que no pudiese escapar. Terreros da a esta frase el significado de estar al mando de otro y en efecto, así suele decirse figuradamente.